# Arianops coweeta
Arianops coweeta är en skalbaggsart som beskrevs av Barr 1974. Arianops coweeta ingår i släktet Arianops och familjen kortvingar. Inga underarter finns listade i Catalogue of Life.